# محمدصادق عظیمی‌فر
محمدصادق عظیمی‌فر  با صدور حکمی از سوی محسن پاک‌نژاد، وزیر نفت دولت چهاردهم، به عنوان معاون وزیر و مدیرعامل شرکت ملی پالایش و پخش فرآورده‌های نفتی، منصوب شد. پیش از محمدصادق عظیمی‌فر، مدیر عامل شرکت ملی پالایش و پخش فرآورده‌های نفتی را جلیل سالاری بر عهده داشته است.
عظیمی فر که دانش‌آموخته رشته مهندسی نفت در مقاطع کارشناسی و کارشناسی ارشد از دانشگاه امیرکبیر و دانشگاه تهران است، پیش از این مدیرعاملی و عضویت در هیئت مدیره هلدینگ انرژی سینا وابسته به بنیاد مستضعفان انقلاب اسلامی را عهده‌دار بوده است.
همچنین دستیار ویژه وزیر نفت در دولت‌های دوازدهم و سیزدهم، ریاست هیئت مدیره گروه پتروپارس، عضویت در هیئت مدیره و مدیربرنامه ریزی شرکت نفت مناطق مرکزی ایران، از دیگر سوابق کاری این مدیر صنعت نفت کشور به‌شمار می‌رود.